# Caymansk dollar
Caymansk dollar (CI$ - Cayman Islands dollar) är den valuta som används i Caymanöarna i Nordamerika. Valutakoden är KYD. 1 Dollar = 100 cents.
Valutan infördes under år 1972 och ersatte den jamaicanska dollarn.
Valutan har en fast växelkurs till kursen 0.79 US dollar (USD $), dvs 1 KYD = 1.27 USD och 1 USD = 0.79 KYD.

## Användning
Valutan ges ut av Cayman Islands Monetary Authority - CIMA som ombildades 1997 och har huvudkontoret på Grand Cayman.

## Valörer
- mynt: 1, 5, 10 och 25 cents
- sedlar: 1, 5, 10, 25, 50 och 100 KYD